# 南山崎村
南山崎村（みなみやまさきむら）は、かつて愛媛県伊予郡にあった村。現在の伊予市の南東寄りの地域。地方自治体としては消滅したが、現在でも伊予市立南山崎小学校があるなど、地域名としては用いられている。

## 地理

### 位置・地形
伊予市の南東の犬寄峠の東側、森川に沿った地域。
- 河川　森川（もりがわ）　地域内を西流し北山崎村へと流れ、やがて伊予灘に注ぐ
- 山　障子山

### 村名の由来
山﨑荘山﨑荘に由来する。

### 地域
合併により発足した5つの旧村をそのまま大字として継承。
大平（おおひら）・下唐川（しもからかわ）・上唐川（かみからかわ）・両沢（りょうざわ）・鵜崎（うのさき）

## 沿革
- 1889年（明治22年）12月15日 - 町村制施行により伊予郡大平村・下唐川村、下浮穴郡上唐川村・両沢村、鵜崎村が合併し、伊予郡南山崎村が発足。
- 1925年（大正14年）4月1日 - 伊予郡上灘町と一部の境界を変更。
- 1955年（昭和30年）1月1日 - 伊予郡郡中町、北山崎村、南伊予村と合併し市制施行して伊予市となり消滅。

## 行政
発足時に役場は大字大平に設置。

## 教育
- 明治期　下唐川尋常小学校、大平尋常小学校が設置された。

両学校は統合の話があったもののまとまらなかった。
- 昭和期　南山崎小学校（旧・大平尋常小学校）、唐川小学校となる。
- 太平洋戦争後、南山崎中学校が発足。